# 伊格爾 (紐約州)
伊格爾（英語：Eagle）是一個位於美國紐約州懷俄明縣的鎮。

## 人口
根據2020年美國人口普查的數據，伊格爾的面積為94.46平方千米，當中陸地面積為93.97平方千米，而水域面積為0.49平方千米。當地共有人口1105人，而人口密度為每平方千米12人。